# سنت آگوستین ساوت (فلوریدا)
سنت آگوستین ساوت (به انگلیسی: St. Augustine South) یک منطقهٔ مسکونی در ایالات متحده آمریکا است که در شهرستان سنت جان واقع شده‌است. سنت آگوستین ساوت ۴٫۵ کیلومتر مربع مساحت و ۵٬۰۳۵ نفر جمعیت دارد و ۹ متر بالاتر از سطح دریا واقع شده‌است.